# Ulmtalradweg

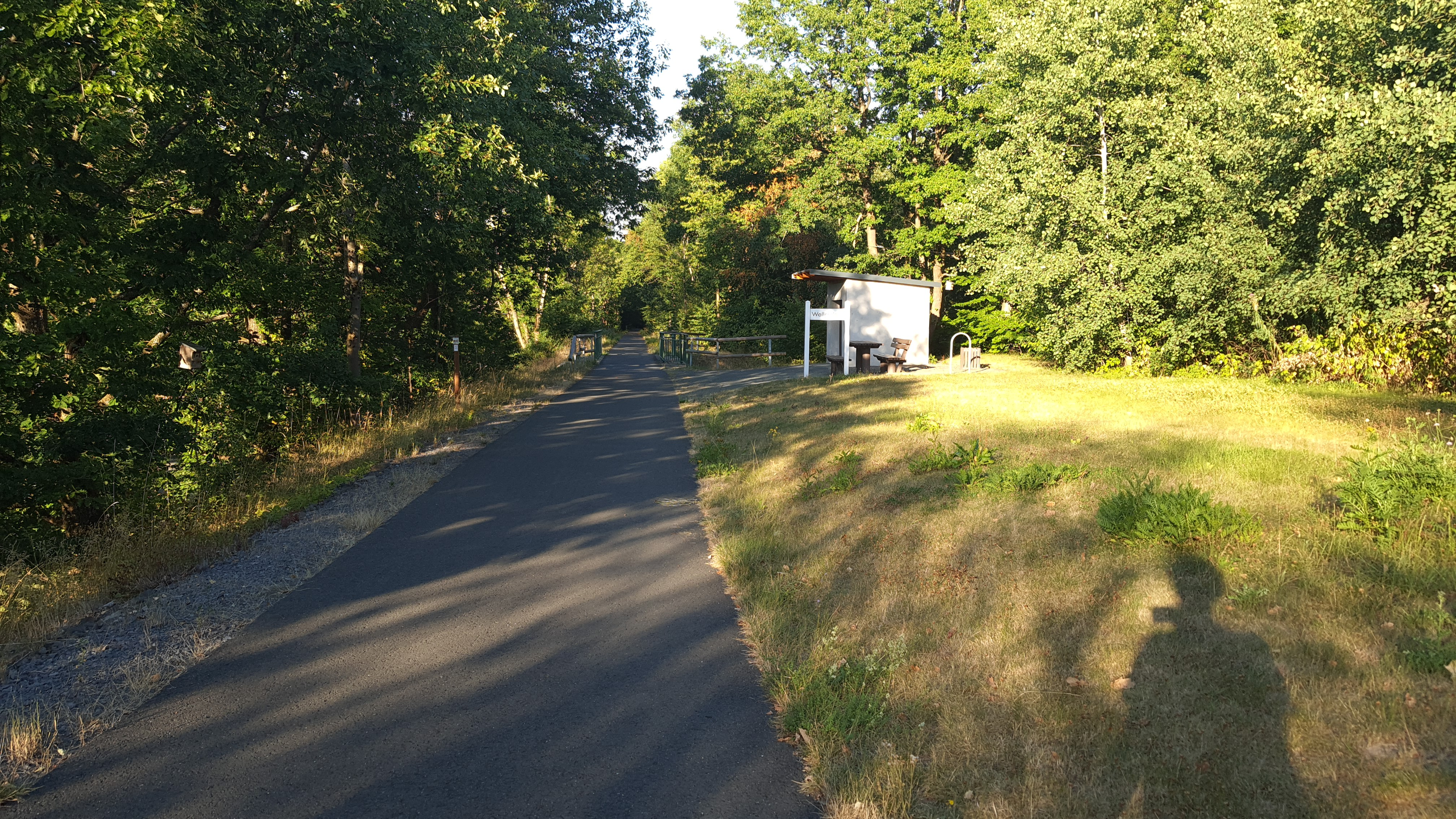
Ulmtalradweg bei Wallendorf

Der Ulmtalradweg ist ein Radweg im westlichen Lahn-Dill-Kreis in Hessen, der überwiegend die Trasse der ehemaligen Ulmtalbahn nutzt.
Der rund 20 km lange Radweg verbindet den Hessischen Radfernweg R7 bei Biskirchen mit dem Hessischen Radfernweg R8 in der Nähe von Driedorf. Der Weg richtet sich auch an Wanderer.
Im Verlauf des Ulmtalradweges vom Outdoor Zentrum Lahntal bis hoch zum R8 im Gebiet um den Knoten (605 m. ü. NN) laden mehrere Rastplätze und Aussichtspunkte zu einer Rast ein. Zu einem gehört ein Tretbecken.
An den Rastplätzen finden sich Informationen zu der ehemaligen Ulmtalbahn und den heimischen Rohstoffen, die mit der Bahn befördert wurden: Basalt, Ton und Eisenerz.

## Ausbauhistorie
Auf dem Gebiet der Gemeinde Greifenstein verläuft der Radweg zwischen Greifenstein-Allendorf „Outdoor Zentrum Lahntal“ bis oberhalb von Greifenstein-Arborn. Im ersten Bauabschnitt 2010 (Outdoor Zentrum Lahntal bis Allendorf) wurden rund 4,0 km fertiggestellt. Zwischen Allendorf und Greifenstein-Ulm wurde er 2012 um 1,5 km erweitert und wurde offiziell am 2. September 2012 der Öffentlichkeit übergeben. Mitte 2013 konnte das nächste Teilstück bis Holzhausen fertiggestellt werden; ab Juni 2014 erreicht der Radweg die Landstraße nach Rodenroth. Im Jahr 2016 war der Ausbau bis Greifenstein-Beilstein abgeschlossen, 2017 erfolgte die Fertigstellung.
Zwischen Biskirchen und Beilstein nutzt der Radweg die Trasse der ehemaligen Ulmtalbahn und hat daher eine relativ moderate Steigung. Die Strecke wird in Richtung Driedorf über Feldwege weitergeführt. Die Sanierung mehrerer Brücken auf Greifensteiner Gebiet ist – bis auf zwei – abgeschlossen. Im Sommer 2017 ist der Bahnradweg bis Beilstein vollständig ausgebaut und der Anschluss zum R8 durchgehend auf gutem bis sehr gutem Asphalt befahrbar. Auf dem Gebiet der Stadt Leun fanden von Mai bis November 2023 Arbeiten an dem Radweg statt. Im Stadtteil Biskirchen wurde die Wegführung geändert, sodass möglichst keine Straße befahren werden muss.
Im Mai 2024 konnte der Radweg von Vertretern der Gemeinde Greifenstein und der Stadt Leun offiziell eröffnet werden.
Auf der Streckenführung der alten Bahnstrecke ist der Radweg durch das Verkehrszeichen 240 – gemeinsamer Fuß- und Radweg markiert. Dies untersagt die Nutzung des Weges mit Mofas, Pferden und landwirtschaftlichen Fahrzeugen.

## Sehenswürdigkeiten
Entlang der Route befinden sich einige Sehenswürdigkeiten, unter anderem
- Brunnenhaus in Biskirchen
- Outdoor Zentrum Lahntal
- Skulpturenpark Siegfried Fietz
- Erwin Piscator Denkmal
- Ulmbachtalsperre
- Basaltparkours Beilstein
- Adolf Weiß Denkmal
- Sonnenuhr Knoten

## Anbindung
Der Ulmtalradweg verknüpft einige Radwege und ist auch an den Personennahverkehr angeschlossen. 

### Anbindung an andere Radwege
In Biskirchen besteht mit der Anbindung am R7 Anbindung an gleich mehrere Radfernwege, unter anderem dem Lahnradweg von der Lahnquelle bis nach Niederlahnstein sowie dem Radweg Deutsche Einheit von Bonn bis nach Berlin.
Von dem Ulmtalradweg führen unterwegs einige Radverbindungen nach Greifenstein und Driedorf sowie in Odersberg eine Verbindung über den Wasserfall Nenderoth an den Kallenbachradweg, diese sind jedoch nicht Teil einer bestimmten Route.

### Anbindung an ÖPNV
In Stockhausen, ca. 1,5 km vom südlichen Startpunkt, besteht Anschluss an die Lahntalbahn, welche gerade in den Sommermonaten als Transportmittel vieler Radreisender dient. An der Krombachtalsperre, ca. 3 km vom nördlichen Startpunkt, besteht zudem Anschluss an die Blaue Linie mit dem Radbus von und nach Herborn.
Ab 2025 verkehrt in den Sommermonaten von Mai bis September zudem der Ulmtalexpress (Fahrten auf der Linie 125) - ein Radbus von Wetzlar über Stockhausen entlang des Ulmtalradweges bis zur Krombachtalsperre und ermöglicht so einen Tourbeginn oder -ende fast überall am Radweg.